# Овчи хълмове
Овчите хълмове са ниски хълмове, представляващи крайните южни разклонения на Същинска Средна гора.
Хълмовете представляват крайни южни разклонения на Същинска Средна гора и са разположени уединено в западната част на Горнотракийската низина на около 15 km северно от Пазарджик. Простират се на 4 km от северозапад на югоизток, а ширината им е до 1 km. Те са пет на брой, разположени са в права редица от северозапад на югоизток, като първите четири са свързани помежду си с високи тесни седловини и образуват масив, а крайният югоизточен е малко по-отдалечен и по-нисък. Имат еруптивен произход и възникването им е плод на геотектоничната активност в района през епохата на терциера. Изградени са от андезите. Най-високата им точка връх Гъзера 521 m се издига в северозападната им част, а на 1 km югозападно от село Овчеполци е втората им по височина точка Острия връх (513,9 m), който представлява съвършено правилен вулканичен конус.
Климатът е преходно-континантален, а почвите са предимно излужени канелени горски. Хълмовете са почти обезлесени и заети от пасища.
В източното им подножие е разположено село Овчеполци, в западното – Росен, а в северното – село Цар Асен.

## Топографска карта
- Лист от карта K-35-49. Мащаб: 1 : 100 000.
- Лист от карта K-35-61. Мащаб: 1 : 100 000.